# Толстоклювый виреон
Толстоклювый виреон (лат. Vireo crassirostris) — вид воробьинообразных птиц из семейства виреоновых. Подвид V. c. approximans с острова Провиденсия иногда считают подвидом V. pallens, либо отдельным видом.

## Распространение
Гнездятся в Вест-Индии на Багамских островах, островах Теркс и Кайкос, на острове Тортуге (Гаити), и на островках у побережья Кубы. Изредка случаются залёты на юг Флориды (США).

## Описание
Длина тела приблизительно 14 см. Голова и спинка оливково-зелёные, низ желтовато-белый. Хвост и крылья тёмные, но на каждом из них имеется по две белых полоски.

## Биология
Питаются почти исключительно насекомыми. Гнездо чашеобразное. В кладке бывает 2-3 белых яйца с тёмными пятнами. В их насиживании участвуют и самец, и самка.
МСОП присвоил виду охранный статус LC.